# Maino (cognome)
Maino è un cognome di lingua italiana.

## Varianti
De Majno, Del Maino, Del Majno, Mainella, Mainelli, Mainello, Mainetti, Mainetto, Maini, Mainini, Mainino, Mainis, Majni, Majno, Manara, Manaresi, Manarini, Manetti, Manetto.

## Origine e diffusione
Il cognome è tipicamente centro-settentrionale.
Potrebbe derivare dal prenome medioevale Maino, dal germanico magan-magin, elemento presente anche in cognomi quali Magaldi, Magnolfi, Mainaldi, Mainardi, Mainero e Manfredi.
La variante Manara è emiliana-romagnola, lombarda e piemontese.

## Persone
- Edoarda Emilia Maino, detta Dadamaino (1930-2004) – artista italiana
- Francesco Maino (1972) – scrittore e avvocato italiano
- Giovanni Battista Maino (1690-1752) – scultore italiano